# Droit hindou
Le droit hindou, en tant que terme historique, fait référence au droit appliqué aux hindous, bouddhistes, jaïns et sikhs dans l'Inde britannique,,. Le droit hindou, à travers les études qui ont été initiées par cette législation coloniale, fait également référence à la théorie juridique, à la jurisprudence et aux réflexions philosophiques sur la nature du droit dans les textes indiens de l'époque ancienne et médiévale. Considéré dans cette perspective, le « droit hindou » est l'une des plus anciennes formes de jurisprudence connues au monde, étant parfois retracé jusqu'à des textes vieux de trois mille ans,,.
La tradition hindoue, telle que discernée dans les textes anciens après la colonisation, ne correspond pas de manière évidente aux concepts occidentaux de ius ou de lex. Le terme ancien dans les textes indiens est Dharma, qui signifie davantage qu'un code de lois, bien que des recueils de maximes juridiques aient été compilés dans des ouvrages tels que le Nāradasmṛti (en),. Le concept de droit hindou est une construction coloniale, et a émergé après l'arrivée de la domination britannique dans le sous-continent indien, lorsqu'en 1772 il a été décidé par les fonctionnaires coloniaux britanniques que le système de common law européen ne serait pas mis en œuvre en Inde. L'administration a donc déclaré que les hindous de l'Inde (précédemment conçus comme gentous) seraient régis par leur loi hindoue et que les musulmans de l'Inde seraient régis par leur loi musulmane (imaginée comme charia),.
La substance de la loi hindoue mise en œuvre par les Britanniques était dérivée d'un Dharmaśāstra nommé Manusmriti, l'un des nombreux traités (śāstra (en)) sur le Dharma. Les Britanniques, cependant, ont pris les Dharmaśāstra pour des codes de loi et n'ont pas reconnu que ces textes sanskrits n'avaient pas été utilisés comme des déclarations de droit positif avant leur passage,. Les Dharmaśāstra constituaient plutôt des commentaires de jurisprudence, c'est-à-dire une réflexion théorique sur le droit pratique, mais pas une déclaration de la loi du pays en tant que telle. Les chercheurs ont également remis en question l'authenticité et la corruption du manuscrit Manusmriti utilisé pour dériver la loi hindoue de l'ère coloniale.
Dans le contexte de l'histoire coloniale, la construction et la mise en œuvre du droit hindou et du droit islamique constituaient une tentative de pluralisme juridique pendant l'ère coloniale britannique, où les habitants d'une même région étaient soumis à des statuts personnels en fonction de la religion du plaignant et du défendeur,. Certains juristes affirment que cela a divisé la société indienne et que le droit et la politique indiennes ont depuis lors vacillé entre « le pluralisme juridique - la notion que la religion est l'unité de base de la société et que différentes religions doivent avoir différents droits et obligations juridiques » et « l'universalisme juridique - la notion que les individus sont l'unité de base de la société et que tous les citoyens doivent avoir des droits et des obligations juridiques uniformes ».

## Historiographie
Le concept de droit hindou est apparu à travers la constitution du droit anglo-hindou, le pendant du droit anglo-mahométan.

## Histoire
Le droit hindou a été codifié sur une période de 1 200 ans, qui s'étend du VIe siècle av. J.-C. au VIe siècle apr. J.-C. Il est constitué par un ensemble d'une centaine de traités, qui forment un tout et permettent la connaissance du dharma, ensemble des lois morales qui régissent l'existence. Deux étapes sont distinguées :
- celle de la rédaction des Dharma-sûtras (600 à 100 av. J.-C.)
- et celle des Dharmaśāstra (traités sur le dharma ; de 200 av. J.-C. à 600 apr. J.-C.)

Ces traités mélangent dispositions religieuses et des comportements à suivre. Tout comme l'art et les sciences en Inde, les traités de droit se réclament des Védas et y rattachent les principes religieux. Ils fixent la voie à suivre: ce sont davantage des guides de comportement, des idéaux à suivre, que des règles obligatoires. Les règles peuvent être communes ou varier selon les castes (Brahmanes, Kshatriyas, Vaishyas et Shudras), et chacun peut choisir à quel niveau moral d'existence il veut vivre, et donc quelles règles suivre : il y a néanmoins une règle commune aux quatre castes sacrées qui forment la communauté ârya (« noble »), c'est la pratique de l'Ahimsâ (« Non-violence » universelle ; la Non-violence chez les kshatriya/gendarmes consistent à maintenir l'Ordre et à neutraliser les malfaiteurs). Après le VIIe siècle, les Dharmaśāstra laissent la place à des commentaires, les nibandhas, dont les plus connus sont le Mitākṣarā (en) et le Dāyabhāga (en). Ceux-ci continuent pendant environ un millénaire.

## Les différents codes
Bien que la centaine de traités qui permettent la connaissance du dharma forment une totalité, quatre d'entre eux sont particulièrement célèbres et révérés: le Code de Gautama (VIe siècle av. J.-C.), le Code de Manou, le Code de Yajnavalkya (en) (Ve siècle ou VIe siècle) et le Code de Narada. On retrouve l'influence du Code de Manou au Cambodge et en Indonésie.

## Sources de droit
Le droit hindou possède deux sources de droit principales: les traités sur le dharma, auxquels on peut adjoindre les commentaires (nibandhas) et la coutume, qui permet d'assouplir le droit aux situations hétérogènes, et qui est considéré comme ayant été produite par les sages, de même que les traités sur le dharma.

## Système judiciaire
Le droit hindou prévoyait l'établissement de tout un système judiciaire, appelé Vyavahāra (en). La Cour du roi jugeait en dernière instance. Ces tribunaux (quatre espèces distinctes existaient) avaient des compétences qui pouvaient parfois interférer avec l'ācāra (en) (un droit coutumier, et l'une des sources du dharma) et l'administration des temples.

## Le droit hindou sous l'Empire moghol
Le droit hindou a perdu de son influence sous l'Empire moghol, qui a introduit le droit musulman en Inde. Les juridictions ont alors appliqué aux hindous le droit hindou, mais en le méconnaissant et en le mésinterprétant. Des tentatives eurent lieu pour interdire la pratique du satî (l'immolation des veuves). Ainsi, le second empereur moghôl, Humâyûn (1508-1556), l'interdit avant de se rétracter, suivi par Aurangzeb en 1663.

## Postérité
Aujourd'hui, le droit hindou continue de régir le statut personnel des sujets hindous (cela a été consacré par la Constitution), tandis que le droit musulman régit celui des populations musulmanes. Il exerce cependant une influence qui va au-delà du seul statut personnel et du droit de la famille: on s'y réfère encore dans la presse, les juges consultent parfois les traités (traduits en anglais), mais plus souvent les commentaires (le Dayabaga pour le Bengale et le Mitakshara pour le reste de l'Inde).

## Aucune exception tamoule
Le droit hindou classique s'applique à tous les hindous, sans exception.
La coutume n'intervient pas dans le fondement de la formation du droit, selon Jean Fezas (spécialiste du Népal à Paris 3).
Il n'existe pas non plus de souveraineté à discuter puisqu'il n'y a pas de sujets "coloniaux".

## Quelques règles du droit hindou
- Condamnation de l'usure.
- Condamnation de construction de grosses machines.
- Condamnation de l'utilisation d'armes utilisant le feu (armes à feu).

## Sources
- David Annoussamy, Le droit indien en marche, Société de législation comparée, 2001 (en part. les chapitres I et II)